# Famille Drágffy
La famille Drágffy de Bélteki (en hongrois : bélteki Drágffy) est une famille aristocratique hongroise.

## Origines
La famille est originaire de Marmatie (Maramures en roumain) où ses ancêtres étaient pour certains de puissants boyards roumains. Ainsi Dragoș de Moldavie, premier prince de Moldavie (1351-1353), est originaire de cette famille. Il quitte le Maramureș sur les ordres du roi de Hongrie, Louis I de Hongrie (Louis), pour établir une ligne de défense contre la Horde d'or, fondant ainsi la Moldavie. Il est le père de Drágos Gyulafalvi (Dragos de Giulești), voïvode, et de Sas de Moldavie (Bélteki Szász), également prince de Moldavie (1354-1358), lui-même père de Bâlc de Moldavie.
Bâlc ne règne qu'un an, un voïvode venant du Maramureș, Bogdan Ier le Fondateur (Bogdan Întemeitorul) le dépose.
Il quitte alors la Moldavie pour le Maramureș où le roi de Hongrie lui demande, en 1365, de récupérer les terres, lui et ses cousins Drag (ou Dragoș), Dragomir et Ștefan que Bogdan I avaient laissées, et de reprendre la fonction de cnéz du Maramureș. Bâlc et Drag régnèrent sur le Maramureș jusqu'en 1395, lorsque Bâlc meurt après avoir été élevé au titre de comte de Szatmár (aux alentours de l'actuelle Satu Mare) et comte des Sicules.
Drag (Dragoș) est donc, l'ancêtre de la famille hongroise Drágffy.
À partir du quatorzième siècle, seuls les catholiques pouvaient faire partie de la noblesse. C'est ainsi, que la plupart de l'aristocratie roumaine est passé au catholicisme et a été magyarisée.

## Personnalités
- Bertalan Drágffy (hu) (1447-1501), voïvode de Transylvanie, chevalier de la Cour du roi Matthias. Père du suivant.
- János Drágffy (hu) (†1526), főispán, juge suprême du Royaume de Hongrie, Grand échanson, décédé à la bataille de Mohács (1526).
- Gáspár Drágffy (hu) (1506-1545), főispán de Közép-Szolnok.
- Anna Drágffy (fl 1522-1527), épouse de  Kristóf Frangepán (†1527), ban de Croatie.
- Julianna Drágffy (fl 1498-1500), épouse de András Báthori de Ecsed, Maître de la cavalerie (Lovászmester), főispán de Szabolcs et Szatmár.

## Pour approfondir